# 鯖瀨站
鯖瀨站（日语：／ Sabase eki */?）是位於日本德島縣海部郡海陽町，隸屬於四國旅客鐵道（JR四國）的鐵路車站。車站編號為M25。站名源自於流經附近的鯖瀨川。

## 車站結構
本站為沒有設置站房的簡易車站。車站出入口位於國道55號“土佐濱街道”旁，旁邊設有洗手間，月台及路面以短斜道連接。
月台建築於基堤上，前後皆為隧道，只設有側式月台1個，列車不能在此站交換軌道。月台的中央位置設有蓋候車亭，其有效長度則為3輛。列車靠站時，往海部方向為左邊車門下車，往牟岐方向則以右邊車門下車。

### 月台配置
| 路線    | 方向     | 目的地                         |
| ------- | -------- | ------------------------------ |
| ■牟岐線 | （上行） | 牟岐、德島、板野、阿波池田方向 |
| ■牟岐線 | （下行） | 阿波海南方向                   |

## 歷史
- 1973年10月1日：隨國鐵牟岐線延伸至海部站時開業。
- 1987年4月1日: 日本國鐵分割民營化，車站的營運由JR四國繼承。
- 2020年7月18日：因開展阿佐海岸鐵道阿佐東線導入雙模式車輛（DMV）工程，包括本站在內的牟岐站～海部站一段路段須暫停服務，並改以替代巴士（日语：バス代行）服務[2]。

## 相鄰車站
四國旅客鐵道（JR四國）
■牟岐線
■普通
牟岐（M24）－鯖瀨（M25）－淺川（M26）

## 外部連結
- JR四國鯖瀨站 （页面存档备份，存于）